# Instituto Penal Cândido Mendes
Instituto Penal Cândido Mendes, anteriormente chamado Colônia Penal de Dois Rios, foi um presídio localizado na Ilha Grande, no Rio de Janeiro, que funcionou de 1903 a 1994.

## Histórico
Em 1884, D. Pedro II iniciou a construção do Lazareto, inaugurado dois anos depois. A instituição servia como um abrigo provisório para viajantes que chegavam da Europa contaminados pela cólera.  Assim como os navios de passageiros, o edifício ajardinado era dividido em pavilhões de primeira, segunda e terceira classes. Também dispunha de armazém para cargas e bagagens, um laboratório bacteriológico e farmácia.
A primeira Colônia Penal foi criada em 1903, junto ao vilarejo de Dois Rios. Cumpriam pena no local os presidiários condenados por crimes comuns.
Desativado em 1913, o Lazareto só voltou a ser utilizado em 1939, como alojamento de fuzileiros navais. Em 1940 o antigo hospital passou a ser a Colônia Penal Cândido Mendes e recebeu os presos que estavam na Colônia de Dois Rios. Esta, por sua vez, passou a receber os presos políticos que antes ficavam em Fernando de Noronha (na época cedida como base militar para os Estados Unidos), como parte do esforço brasileiro na Segunda Guerra Mundial. Entre os presos pelo Estado Novo estava o escritor Graciliano Ramos, que relatou a sua passagem no romance autobiográfico Memórias do Cárcere.
Em 1954 o prédio do Lazareto foi demolido pelo governador Carlos Lacerda e os presos comuns foram transferidos para a Colônia de Dois Rios, que passou a se chamar Instituto Penal Cândido Mendes (IPCM). O presídio continuou em funcionamento até 1994, quando foi desativado pelo governador Leonel Brizola e implodido.
Na década de 1970 criminosos presos no IPCM criaram a Falange Vermelha, organização criminosa que depois se tornaria o Comando Vermelho. Os fundadores foram os traficantes Rogério Lemgruber e William da Silva Lima, o Professor, além de José Carlos dos Reis Encina, o Escadinha.
O acervo do IPCM desde 2009 integra o Museu do Cárcere, localizado na vila de Dois Rios e administrado pela Uerj.

## Presos famosos
- Carlos Imperial
- Carlos Marighella
- Graciliano Ramos
- Agildo Barata
- Orígenes Lessa
- Nelson Rodrigues Filho
- José Carlos dos Reis Encina (Escadinha)
- Lúcio Flávio

- João Francisco dos Santos (Madame Satã)[7]